# Tuintje in mijn hart
Tuintje in mijn hart is een Nederlandse speelfilm uit 2017 onder regie van Marc Waltman.

## Verhaal
Ooit waren de broers Axel (Leo Alkemade) en Virgil (Edwin Jonker) goede vrienden, totdat Axel Suriname en zijn familie verruilde voor Nederland. Als hun moeder (Beppie Melissen) de hele familie bij elkaar roept in haar pension om iets belangrijks te vertellen, wordt de sfeer er niet beter op als de broers al gelijk weer ruzie hebben en Axels dochter Wonnie (Pip Pellens) die stage loopt in Paramaribo, zwanger blijkt te zijn.

## Rolverdeling
- Leo Alkemade als Axel
- Edwin Jonker als Virgil
- Fockeline Ouwerkerk als Victoria
- Juvat Westendorp als Mariano
- Pip Pellens als Wonnie
- Sanne Langelaar als Shirley
- Sanne Vogel als Mirna
- Sergio Romero IJssel als Michael
- Beppie Melissen als Gladys
- Jetty Mathurin als Giovanca
- Mike Libanon als dominee
- Jörgen Raymann als oude indiaan
- Oscar Aerts als Andy
- Imanuelle Grives als Surya
- Aisa Winter als Catharina
- Jade Olieberg als Aponi
- Glenn Durfort als taxichauffeur
- Ronny Ormskirk als Ronny
- Eric Schröder als Siggy
- Yannick Jozefzoon als Benny
- Prem Radhakishun als commissaris
- Liesbeth Peroti als loekoevrouw
- O-Dog als Dr. Pieter
- Damaru als zichzelf

## Achtergrond
De opnames namen 39 dagen in beslag op 32 locaties in Suriname, waaronder Paramaribo, Afobaka en het bijna ontoegankelijke regenwoud. De film ontving tweeënhalve ster bij de recensie op Filmtotaal.nl.